# 昂特伊
昂特伊（法語：Anteuil，法語發音：[ɑ̃tœj]）是法国杜省的一个市镇，位于该省北部偏东，属于蒙贝利亚尔区。

## 地理
昂特伊（47°23'15"N, 6°33'39"E）面积24.29 平方千米，位于法国勃艮第-弗朗什-孔泰大區杜省，该省份为法国东部内陆省份，北起上索恩省，西接汝拉省，东部及东南部与瑞士接壤，东北部与贝尔福地区省接壤。
与昂特伊接壤的市镇（或旧市镇、城区）包括：奥尔沃、朗村、圣乔治阿尔蒙、韦勒罗莱贝尔瓦、维莱贝尔瓦、布吕桑、朗特南、耶蒙当、大克罗塞、杜河畔利勒、派德克莱瓦勒。

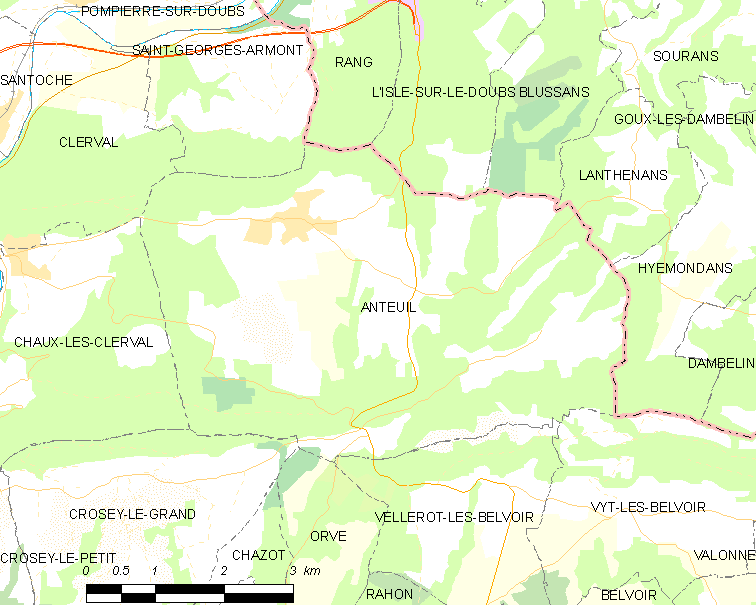
昂特伊的OSM定位图

昂特伊的时区为UTC+01:00、UTC+02:00（夏令时）。

## 行政
昂特伊的邮政编码为25340，INSEE市镇编码为25018。

## 政治
昂特伊所属的省级选区为巴旺县。

## 人口

1962-2008年间昂特伊人口变化图示

昂特伊于2022年1月1日时的人口数量为600人。